# Хоенбург
Хоенбург (њем. Hohenburg) град је у њемачкој савезној држави Баварска. Једно је од 27 општинских средишта округа Амберг-Зулцбах. Према процјени из 2010. у граду је живјело 1.677 становника. Посједује регионалну шифру (AGS) 9371129.

## Географски и демографски подаци
Хоенбург се налази у савезној држави Баварска у округу Амберг-Зулцбах. Град се налази на надморској висини од 389 метара. Површина општине износи 39,3 km². У самом граду је, према процјени из 2010. године, живјело 1.677 становника. Просјечна густина становништва износи 43 становника/km².